# Palicoureeae
Palicoureeae, tribus broćevki iz suptropskih i tropskih krajeva. Postoji preko 800 vrsta.

## Rodovi
1. Carapichea Aubl.
2. Chassalia Comm. ex Poir.
3. Eumachia DC.
4. Geophila D.Don
5. Hymenocoleus Robbr.
6. Notopleura (Benth.) Bremek.
7. Palicourea Aubl.
8. Puffia Razafim. & B.Bremer
9. Rudgea Salisb.